# 5145 فولوس
5145 فولوس (/ˈfoʊləs/: (من اليونانية: Φόλος) التعيين المؤقت 1992 AD، هو قنطور لا تمركزي في النظام الشمسي الخارجي، قطرة يقارب 100 إلى 200 كيلومتر (185±16 كم.) ، يعبر مدار كل من زحل ونبتون وأورانوس . تم اكتشافه في 9 يناير 1992، من قبل عالم الفلك الأمريكي دافيد ربينويتز من جامعة أريزونا من مشروع سبايس واتش في مرصد قمة كت الوطني، واسمه نسبة للمخلوق الأسطوري فولوس من الميثولوجيا الإغريقية
.
الكوكب الصغير يدور حول الشمس على مسافة 8.7-32.0 وحدة فلكية مرة واحدة كل 91 سنة و 12 شهرا (33,601 يوما). في مدار قدر إنحارفة 0.57 وميل قدرة 25 درجة إلى مسار الشمس.
كان فولوس ثاني قنطور يتم اكتشافه وسرعان ما وجد أنه أحمر اللون جدا، لذلك كان يطلق عليه أحيانا لقب «الأحمر الكبير». وقد خمن أن سبب اللون الأحمر وجود مركبات عضوية على سطحه
.

## فولوس بين القنطورات
مدارات القنطورات المعروفة :
يوضح الرسم البياني مدارات القنطورات المعروفة مقارنةً بمدارات الكواكب. بالنسبة لأجرام مختارة، يُمثل انحراف المدارات بأجزاء حمراء (تمتد من الحضيض إلى الأوج).

مدارات القنطورات المعروفة [ملاحظة 2

تُظهر مدارات القنطورات نطاقًا واسعًا من الانحراف المركزي، من شديدي الانحراف مثل(فولوس، أسبولوس، أميكوس ،و نيسوس) إلى أكثر دائرية (تشيركلو 10199 ؛  و ثيريوس وأوكيرهوي  اللذان يتقاطعان مع مدار زحل).

## أقرأ أيضا
- قنطور (كوكب صغير)
- 54598 بينور كوكب قنطور

## وصلات خارجية
- 5145 فولوس في قاعدة بيانات مختبر الدفع النفاث لأجرام النظام الشمسي الصغيرة

- الاكتشاف · مخطط المدار ·  العناصر المدارية · المعلمات المادية

- Kuiper Belt Object Magnitudes and Surface Colors Stephen Tegler
- SOLEX
- Asteroid Lightcurve Database (LCDB), query form (info)
- Dictionary of Minor Planet Names, Google books
- Asteroids and comets rotation curves, CdR – Observatoire de Genève, Raoul Behrend
- Discovery Circumstances: Numbered Minor Planets (5001)-(10000) – مركز الكواكب الصغيرة